# Boudoir

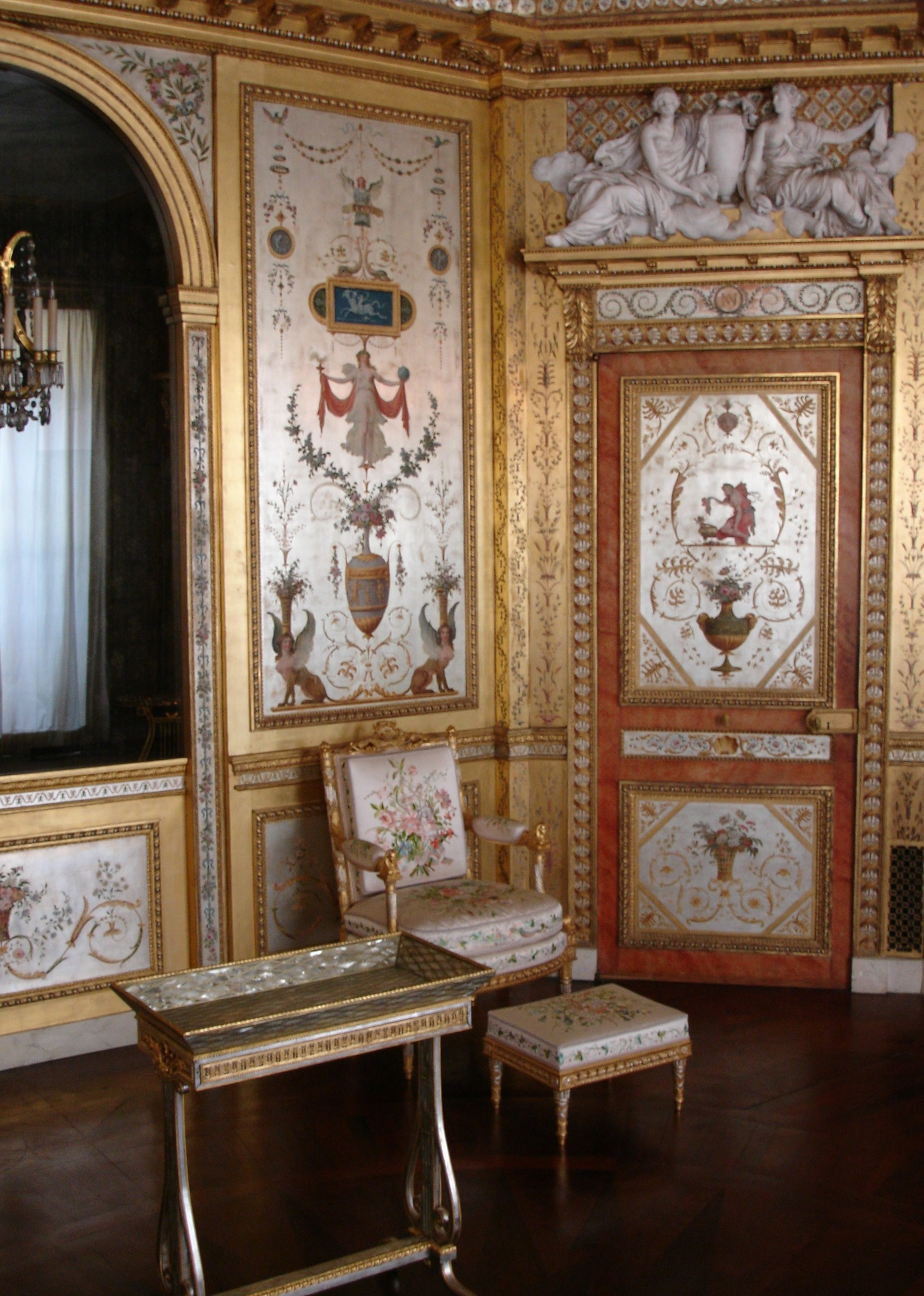
Een boudoir in het Kasteel van Fontainebleau.

Een boudoir [budwˈaːr] was een in de achttiende eeuw vooral in Frankrijk populair, meestal elegant ingericht vertrek, waarin de vrouw des huizes zich kon terugtrekken. Oorspronkelijk was het boudoir de ruimte gelegen naast de slaapkamer van de vrouw, waarin zij zich kon wassen en kleden. In die zin was het boudoir het vrouwelijke equivalent van het mannelijke kabinet.
Het woord is afgeleid van het Franse bouder, dat "pruilen, mokken" betekent. Letterlijk vertaald betekent het dan ook zoveel als "pruilkamer".
Het boudoir heeft een sterk erotische connotatie. In 1795 schreef Markies de Sade zijn erotische werk La Philosophie dans le boudoir ou Les instituteurs immoraux over de defloratie van het vijftienjarige meisje Eugénie. Over Napoleon gaat het verhaal dat hij eens – schielijk een boudoir binnengeschoten – de woorden sprak: Ik ben hier niet gekomen om een toespraak te houden.

## Andere betekenissen
- In de schilderkunst wordt met de term boudoirstijl de bevallige rococostijl als die van schilders als François Boucher aangeduid.
- Boudoir is ook de naam van een parfum van de Engelse modeontwerpster Vivienne Westwood.
- Het koekje dat in het Nederlands "lange vinger" heet, wordt in het Frans ook wel boudoir genoemd.